# Pegu-Sittang
Pegu-Sittang és un canal navegable al districte de Bago, divisió de Bago, a Birmània, que corre de nord-est a sud-oest i connecte el riu Pegu i el Sittang.
Fou començat el 1873-1874 i en una primera fase va arribar fins a Rawa a pocs quilòmetres al sud de Pegu, fins al poble de Minywa arribant als rius Paingkyun i Kyasu, i com que el primer desaiguava al Pegu i el segon al Sittang, els dos rius van quedar connectats. El 1778 les obres van seguir i el canal ampliat fins a Myitkyo, al Sittang. El 1883 es va construir al sud-est de Pegu, a Pagannyaungbin un nou canal. El canal inicial tenia 61 km i la branca final 13 km més. Posteriorment el canal es va ampliar arribant al Sittang a 75 km al sud de Myitkyo, aprofitant canal ja existents. Les sortides eren a Kyaikpadaing, Pagannyaungbin, Minywa, i Abya. L'embassament de Pagaing (entre Myitkyo i Tazon) el protegeix de les crescudes del Sittang, l'embassament de Pegu de les crescudes del riu d'aquest nom; una barrera al costat de l'embassament de Pagaing entre Zwebat i Moyingyi, serveix com a reserva d'aigua per l'estació seca.